# Raffaele Trano
Raffaele Trano (Formia, 1º aprile 1979) è un politico italiano.

## Biografia
Nato a Formia, ma cresciuto a Gaeta, si è diplomato all'Istituto Tecnico Commerciale Statale Gaetano Filangieri di Formia. Dopo una laurea triennale in economia e amministrazione delle Imprese conseguita all'Università degli Studi di Cassino e del Lazio Meridionale nel 2007 (L'innovazione tecnologica delle PMI Italiane), ottiene una Laurea Magistrale, a pieni voti, presso l'Università di Pescara in Economia Aziendale nel 2009.

### Attività politica
Alle elezioni politiche del 2018 risulta eletto alla Camera dei Deputati per il Movimento 5 Stelle nella circoscrizione Lazio 02-2, comprendente le zone della provincia di Latina, nel sud della regione. Attualmente è capo gruppo della Commissione VI - Finanze. In data 3 aprile 2019 viene anche riconosciuto, alla luce dei 277 voti favorevoli, membro effettivo della Commissione di Vigilanza su Cassa depositi e prestiti.
Il 18 marzo 2020 viene espulso dalla sua formazione politica di appartenenza. L'asse tra il Movimento 5 Stelle e il centro-sinistra avrebbe voluto infatti sostituire l'uscente Presidente della Commissione Finanze Carla Ruocco con il proprio candidato Nicola Grimaldi. Tuttavia, grazie anche ai voti degli esponenti del centro-destra, e di alcuni colleghi di maggioranza risulta eletto alla carica Raffaele Trano.
Verrà poi sostituito il 30 luglio dello stesso anno da Luigi Marattin, deputato di Italia Viva..
Nel mese di novembre 2021 è uno dei fondatori del nuovo Movimento politico "Alternativa"..